# Duguetia argentea
Duguetia argentea é uma espécie de magnólia. Foi descrito pela primeira vez por Robert Elias Fries, e recebeu o nome exato de Robert Elias Fries .  Duguetia argentea pertence ao gênero Duguetia, e à família Annonaceae.